# سروه
به رباعی‌های عامیانه بیرجندی، سُروُه (Sarva) گفته می‌شود.
گونه شعری چارینه (رباعی) در تمام ایران وجود ندارد یا اگر هست با قالب‌های دیگرِ شعری آمیخته‌است، اما در بیرجند قدمت طولانی دارد و به نام‌های سروه، نوا و فراقی نامیده می‌شود. گاهی نیز به اشتباه آن را دوبیتی، چهاربیتی، سرحدی، کله فریاد یا شعر عاشقانه و ترانه‌های روستایی می‌نامند.
پیشینه تاریخیِ چارینه در زبان فارسی و زبان عامه هر دو و همچنین علت رواج آن به درستی معلوم نیست. به نظر می‌رسد این گونه شعری، تحول یافته انواع سروده‌های کهن است و رواج آن به علت کوتاهی ِ شعر، ایجاز و سادگی آن و استقبال همگانی از این قالب شعری بوده است.